# Красный Камень (Гомельская область)
Красный Камень (бел. Чырвоны Камень) — посёлок в Кормянском сельсовете Добрушского района Гомельской области Белоруссии.

## Административное устройство
До 14 января 2023 года входил в состав Кузьминичского сельсовета. В связи с объединением Кормянского и Кузьминичского сельсоветов Добрушского района Гомельской области в одну административно-территориальную единицу — Кормянский сельсовет, включен в состав Кормянского сельсовет.

## География

### Расположение
В 28 км на юго-восток от районного центра и железнодорожной станции Добруш (на линии Гомель — Унеча), 56 км от Гомеля.

## Транспортная сеть
Транспортная связь по просёлочной, затем по автомобильной дороге Красный Партизан — Добруш. Планировка состоит из 2 параллельных между собой улиц почти широтной ориентации, соединенных переулком и застроенных двусторонне деревянными усадьбами.

## История
Основан в конце XIX века переселенцами из соседних деревень. Наиболее активная застройка приходится на 1920-е годы. В 1926 работало почтовое отделение, в Кузьминичском сельсовете Краснобудского района Гомельского округа. В 1930 году организован колхоз. В 1959 году в составе колхоза «Заря коммунизма» (центр — деревня Кузьминичи).

## Население

### Численность
- 2004 год — 44 хозяйства, 63 жителя

### Динамика
- 1926 год — 101 двор, 480 жителей
- 1959 год — 435 жителей (согласно переписи)
- 2004 год — 44 хозяйства, 63 жителя

## Достопримечательность

### Памятник, скульптура
- Памятный знак населённому пункту Красный Камень (2022)